# وزیچوو
وزیچوو (به صربی: Vezičevo) یک منطقهٔ مسکونی در صربستان است که در پتروواتس نا ملاوی واقع شده‌است.